# 国民革命军第四十一军
國民革命軍第四十一軍，从1933年至1949年为国民革命军陆军的一个军。

## 国民军方振武部第一次组建的第41军
1924年9月初齐卢之战（江浙战争）爆发时，方振武再次投奔卢永祥，被派为别动队司令，拨归杨化昭司令指挥，杨又将其拨给第一支队司令张义纯指挥，率部600人主要为安徽在沪的流亡人员与失业工人组成，在浏河嘉定一带做策应和联络。卢永祥战败下野，方振武把部队撤到闸北，缴枪给上海总商会，队伍遣散。1924年9月中旬第二次直奉战争，直系垮台，奉军进驻关内。方振武到天津投奔张宗昌，张宗昌委派方振武为奉军“镇威军”先遣第二梯队少将司令，上校参谋长阮玄武，兵员来自被李景林缴械的王承斌第23师，编为镇威军第74团，辖3个步兵营（营长顾震、盛祥生、郑植）、1个迫击炮连（连长魏锡光）、1个机枪连（连长李尚德），共2000多人，在天津马厂训练。1925年元旦南下，作为奉军先锋打下了浦口、龙潭、镇江直至上海闸北，驻兵昆山，并在家乡寿县、凤台一带组建一个教练营，营长阮玄武，参谋长改为苏致臣。1925年5月，所部随張宗昌进驻山东，把边防军胡翼儒旅留在惠民县的2个步兵营（丁营、韩营）、1个炮兵连、1个机枪连由史晟恩收编为一个团，与方振武部合编为山东陆军第六旅，方振武任旅长；第一团团长史晟恩、方部编为第二团团长顾震，都是張宗昌的干部。方振武的应对办法是把各营拆开编入两个团：
- 第一团团长史晟恩
  - 第一营营长丁（原边防军胡翼儒旅）
  - 第二营营长盛祥生
  - 第三营营长郑植
- 第二团团长顾震
  - 第一营营长王云阁
  - 第二营营长韩（原边防军胡翼儒旅）
  - 第三营营长阮玄武
    - 第九连连长鲍刚

1925年秋，山东陆军第六旅改编为直魯聯軍的第24師，任師長：
- 第六旅旅长史晟恩
  - 第一团团长史晟恩（兼）
  - 第二团团长顾震
- 第七旅旅长方振武（兼）无部队
  - 第3团，团长郑植为空头番号

在肥城县与国民二军作战时，方振武把顾恩撤职，任命阮玄武为第二团团长，郑植为第三团团长，张义诚继任第一团第三营营长（后在汶河作战阵亡），鲍刚继任第二团第三营营长。第三团没有基本队伍，是由各营抽调人员编成。师参谋长苏致臣，师部秘书长方植之（方振武的堂叔）。冯玉祥派徐谦联络策反方振武。
1926年（民国15年）1月15日，方振武扣押了史晟恩，率部队一夜走了八十里开到郓城县以西，发表通电宣布脱离直魯聯軍，转投馮玉祥率领的国民軍，自任为国民军第五军军长，在临濮集渡过黄河西进濮阳休整。部队整编为3个旅：
- 第1旅，旅长苏致臣 
  - 第1团，团长鲍刚
  - 第2团，团长马季方（新编部队）
  - 第5团，团长邓丽五（原第3旅缩编）
- 第2旅，旅长阮玄武
  - 第3团，团长王云阁
  - 第4团，团长王日新
- 第3旅，旅长郑植（在濮县战斗中阵亡，原第3旅部队缩编为第5团，编入第1旅）
  - 第5团，团长乔明礼
  - 第6团，团长陈玉堂（新编部队）

1926年春节后方振武率部沿京汉路辗转北上，1926年3月底开到北京附近长辛店，与直鲁联军孙殿英部对垒。不久调牛栏山与奉军万福麟的穆春对垒。这时，由于直、奉的联合进攻，冯玉祥已被迫下野，3月22日国民一军放弃天津，4月15日又由北京撤往南口。方振武率部担任掩护，任务完成后也西撤宣化休整。阎锡山配合直奉联军发动晋北战役，方振武为国民军东路副总司令（鹿钟麟为总司令，另一副总司令孙连仲），在天镇、阳高、应县、浑源作战。1926年8月国民军总退却，方部移驻五原县。
1926年1月方振武在肥城通电脱离张宗昌，投奔冯玉祥的国民军后，被改编为国民军第五军，方振武任军长。沿京汉路北上，驻北京牛栏山，增援冯玉祥。下辖：

·国民军第五军，军长方振武，参谋长苏致臣/张英超
- 第1旅，旅长苏致臣（1926年4月从北京撤退时辞职）/王相臣（原副官长，到宣化后继任旅长，进攻阳高不力撤职）/鲍刚
  - 第1团，团长鲍刚
  - 第2团，团长马季方（新编部队）
  - 第5团，团长邓丽五（原第3旅缩编）
- 第2旅，旅长阮玄武，参谋长刘建民（保定一期）。攻克阳高后增编机炮营、骑兵旅，改为第二混成旅。
  - 第3团，团长王云阁
  - 第4团，团长王日新
- 第3旅（重新组建） 旅长张兆丰
  - 第2团，团长孙祥芝（原系国民三军张兆丰旅投入五军后缩编）
  - 第6团，团长余亚农（从各部抽编新建部队）
- 教导团，团长魏光武
- 炮兵团，团长张洞
- 特务营，营长孙文华
- 骑兵营，营长孙学明
- 补充营，营长孙光普

1926年8月，国民军兵败，第五军退至五原。1926年9月17日五原誓师，整编为国民联军，取消团一级建制：

·国民联军第2军，军长方振武，参谋长张英超（保定五期）/何应时（保定军校步兵科科长，冯玉祥的军官学校校长）
- 第1师，师长阮玄武
  - 第1旅，旅长王云阁（同州之战撤围时守敌麻振武反击而阵亡）
  - 第2旅，旅长王日新
  - 第3旅
  - 第6旅，旅长冯华堂（原为陕军杨虎城部）
  - 第9旅，旅长王耀武（原为镇嵩军麻振武（麻老九）部一团，在固市镇收编）
- 第2师，师长鲍刚
  - 第4旅，旅长邓丽五
  - 第5旅
- 第3师，师长张兆丰（不久离职）
  - 第7旅，旅长孙祥芝
  - 第8旅，旅长余亚农

1927年初，国民军东出潼关，国民军第五军编为中央军的中路军。1927年5月1日，国民联军改为国民革命军第二集团军，国民军第五军改称为第二集团军第三方面军，在豫南收编直系吴佩孚第14师徐寿椿部、豫军马文德部，扩编为三个军，序列如下：

·第2集团军第3方面军，总指挥方振武
- 第1军，军长阮玄武
  - 第1师，师长王日新
  - 第3师，师长余亚农
- 第2军，军长徐寿椿（保定一期，靳云鹗老直军第十四师在方城县被收编，不久徐寿椿被软禁，军长职由方振武自兼），副军长宋式颜（冯玉祥代表），总参议阮肇昌
  - 佘念慈旅
  - 赵旅
  - 炮兵团
  - 卫队营
- 第3军，军长马文德（吴佩孚旧部，南阳土著部队）
- 第2师，师长鲍刚

1927年7月，方振武率所部脱离冯玉祥第2集团军建制，改称武汉国民政府军事委员会中央直属第九方面军。1927年10月参与讨伐唐生智，方振武为“讨逆军北路军总指挥”，沿汉水直逼武汉。1928年初在孝感，改编为第1集团军第4军团，方振武任军团总指挥，参谋长杨恩熙，总参议何应时。所部扩编为三个军，原第1军第2师与第2军合编成立第四十一军（军长方振武兼，驻孝感，辖鲍刚师、冯华堂师）；第1军第1、3师合编成立第三十四军（军长阮玄武，驻安陆，下辖第88师王日新部、第89师余亚农部、第90师袁宝德部（豫西土匪改编）/徐衍昆。1929年1月缩编为第六路军第44师，师长阮玄武）；第3军改编为第四十二军（军长马文德，驻南阳，不听调，下辖第94师傅丹墀部、第96师魏光武部）。

·第41军，军长初由方振武兼任，代军长苏宗辙，副军长苏致臣、鲍刚。归德阅兵后，鲍刚升任军长，盛世恒任参谋长
- 第91师，师长鲍刚/王占林
- 第92师，师长冯华堂
- 第93师：原为北洋军贾德耀第15混成旅，王相贤任旅长时被靳云鹗收编，徐寿椿枪杀了王相贤。萧之楚代旅长，1928年3月底于亳州收编。师长萧之楚。

1928年3月，南京国民政府二次北伐。1928年5月初，北伐军攻克济南，方振武出任济南卫戍司令，41军进驻济南，92师被指定为卫戍部队。5月3日，日军借口保护侨民，发动济南事变。驻馆驿街的92师师部突遭日军攻击。41军各部及40军贺耀组部随即反击。5月3日当晚，41军奉命退出济南。由于方振武未当上山东省主席（蒋介石发表孙良诚为山东省主席），于是派鲍刚带第41军在鲁北十几个县抢地盘，第34军在津浦路西继续北伐至天津南郊。阎锡山接收京津后，第四军团指挥部进驻北京，第34军驻古北口，准备北伐夺取热河；但由于张学良东北易帜，方振武未能进军热河。方振武把在鲁北惠民收编的程国瑞部吴杰师、许琨部刘子斌师合编为第四十二军，吴杰任军长，开北平整训。
1929年1月，国民革命军各部缩编，第四十一军与第四军团指挥的高桂滋第四十七军合编为第45师，第三十四军和第四十二军合编为第44师。
- 第44师，师长阮玄武 副师长吴杰（第42军部队缩编为1个团，吴杰带部队南逃，被堵回来，吴杰及1个团长、3个营长被军法会审枪决）
  - 第130旅 旅长王日新
  - 第131旅 旅长余亚农/团长徐衍昆继任
  - 第132旅 旅长萧之楚
- 第45师，师长方振武，副师长鲍刚
  - 第133旅，旅长高桂滋，该师系47军缩编，不久脱离45师，改称独立第10旅；新编成的133旅由王占林升任旅长
  - 第134旅，旅长鲍刚，该师系91师缩编
    - 第267团，团长乔明礼
    - 第268团，团长

  - 第135旅，旅长王占林/王仲孚，该师系92师缩编
    - 第269团，团长王仲孚
    - 第270团，团长刘子彬
- 骑兵团
- 特务团
- 教导团

1929年4月蒋桂战争爆发，45师师长方振武任讨逆军第六路总指挥，鲍刚升任第45师师长。1929年8月，余亚农由44师131旅旅长职调任45师134旅旅长。1929年9月，方振武因反对“编遣”，被蒋介石软禁于南京；蒋介石欲将鲍刚与第6师师长方策对调，鲍刚不服，在芜湖起兵反蒋，不久兵败，方策收编45师残部，接任师长。1930年，卫立煌继方策任师长，序列如下：

·第45师，师长卫立煌
- 第133旅，旅长刘汉珍/李默庵，该旅系新成立部队
- 第134旅，旅长刘戡，该旅系新成立部队
- 第135旅，旅长李树森，该旅系收编原45师残部编成

1930年，45师隶属蒋系第二军团，参加中原大战。1931年5月，45师改称第10师，135旅改称30旅，该部已演变为中央军嫡系部队。

## 孙殿英部组建的第二个第四十一军
1922年，孙殿英投入豫西镇守使丁香玲部任下级军官。1925年，镇嵩军憨玉昆与国民二军作战，收编孙殿英部为第35师第5混成旅。憨玉昆兵败，孙殿英部被编入国民三军第2师叶荃部为第2旅，孙任旅长。国民三军开赴陕西，孙殿英率部脱离三军。1925年秋，孙殿英部进入山东，被收编为张宗昌直鲁联军第5旅。1926年春被改编为直鲁联军第25师，进攻京津的国民军：
- 直鲁联军第25师，师长孙殿英
- 第1旅，旅长丁綍庭
- 第2旅，旅长柴荣升
- 第3旅，旅长谭温江

1926年孙殿英部在北京南口扩编为直鲁联军第14军：
- 军长孙殿英，参谋长冯养田
- 第1师，师长丁綍庭
- 第2师，师长刘月亭
- 第3师，师长柴荣升
- 独立第1旅，旅长杨明卿
- 独立第2旅，旅长杨克猷
- 独立第3旅，旅长魏曜功
- 炮兵团，团长颛孙子瑜
- 骑兵团，团长张骏

1928年，孙殿英部在孙传芳指挥下与二次北伐的北伐军作战，战败投诚，被改编为国民革命军第十二军，下辖四师、一旅、一炮兵团，隶属徐源泉第六军团。驻防蓟县，盗挖了清东陵。1928年11月，全国军队缩编，第12军缩编为独立第2旅。1929年3月，随张宗昌参加胶东混战。1928年冬，孙殿英部被蒋介石扩编为新编第18师，任师长，驻洛阳。
1930年中原大战前，投向阎锡山，被扩编为第4方面军第五路军，所辖各旅扩编为军，驻亳州：
- 第五路军，总指挥孙殿英
- 第14军，军长金浣东
- 第17军，军长刘月亭
- 第24军，军长岳相如

1930年5月至7月，孙殿英率部死守亳州，与蒋军激战七十余日，7月中旬孙连仲驰援解围。孙部退至朱仙镇，被蒋军击溃，率残部退往山西。

1931年1月16日，张学良整编驻晋各军，孙殿英部被改编为暂编第2师。1931年6月，东北军番号按照国民革命军排序，孙部改称为第40师，孙任师长，辖：
- 第117旅，丁綍庭任旅长；
- 第118旅，刘月亭任旅长；
- 第119旅，邢预筹任旅长。

1931年11月第40师扩编成第41军，下辖第40师，孙殿英任军长兼师长。驻防在山西晋城
- 第41军，军长孙殿英
  - 第40师，师长孙殿英兼
    - 第117旅，旅长丁綍庭
      - 第233团，团长李树森
      - 第234团，团长杨干卿
      - 第235团，团长赵文林

    - 第118旅，旅长刘月亭
      - 第236团，团长杨汝贤
      - 第237团，团长杨克猷
      - 第238团，团长夏维礼

    - 第119旅，成立后即撤销，部队分别编入117、118旅，119旅旅长邢预筹调为补充团团长。

1933年2月，日军进攻热河，孙殿英率第41军驰援赤峰。热河省主席汤玉麟第五十五军不战而逃，第41军一路战斗退往察哈尔，布防沽源、独石口、镇岭口一带，接防傅作义第五十九军。孙部收编了东北军汤玉麟部残部和东北义勇军李纯华等部，实力大增：
- 第41军，军长孙殿英，副军长金尊华
  - 第117师，师长丁綍庭
    - 第1旅，旅长夏维礼
    - 第2旅，旅长杨干卿
    - 第3旅，旅长王遂庆

  - 第118师，师长刘月亭
    - 第1旅，旅长卫日恭
    - 第2旅，旅长张天功
    - 第3旅，旅长徐昊

  - 第119师，师长卢丰年
    - 第1旅，旅长彭振国
    - 第2旅，旅长窦连玺
    - 第3旅，旅长谢璞田

  - 第120师，师长杨辉峰
    - 第1旅，旅长杨辉峰
    - 第2旅，旅长康从良
    - 特务团，团长赵立成

  - 骑兵司令，于世铭
    - 骑兵第1师，师长刘玉才
    - 骑兵第2师，师长赵国增
    - 骑兵第3师，师长石文华
    - 骑兵第1旅，旅长李纯华
    - 骑兵第2旅，旅长吕存义
    - 骑兵第3旅，旅长高霞轩
    - 独立骑兵团，团长孙寿民

  - 补充第1旅，旅长颛孙子瑜
  - 炮兵团，团长刘广德
  - 工兵营
  - 辎重营
  - 无线电中队
  - 两个宪兵营

1933年6月由于41军驻扎康庄、沙城、新保安一带，夹在冯玉祥的察哈尔民众抗日同盟军与何应钦的中央军之间，于是向西北开拔至包头。1933年6月27日，南京国民政府任命孙殿英为甘宁青三省屯垦督办。1934年初41军向宁夏进军。遭到西北四马（马鸿逵、马鸿宾、马步青、马步芳）联军拒孙。1934年2月，41军番号被明令撤销，军长孙殿英免职。残部编为一师，由刘月亭任师长，受阎军卢丰年节制。后该师赴江西围剿红军，被遣散。

## 川军田颂尧部组成的第三个第41军
北洋政府的西北恳殖军田颂尧部，1926年改编为国民革命军第二十九军，田颂尧任军长，孙震任副军长。1935年4月在川北被红军击败，田颂尧被撤职查办，孙震继任军长。1935年10月改称第41军。
- 第41军，军长孙震，参谋长袁昌畯
  - 第122师，师长王铭章，副师长杨杰，参谋长赵渭滨
    - 第1旅，旅长张熙民
      - 第1团，团长杨特生
      - 第2团，团长刘靖炎

    - 第2旅，旅长童澄
      - 第3团，团长王文振
      - 第4团，团长蹇国珍

    - 第3旅，旅长王志远。西北军张维玺余部，中原大战后入川依附川军
      - 第5团，团长张宣武
      - 第6团，团长魏书琴

  - 第123师，师长曾宪栋，副师长罗乃琼，参谋长吴畅
    - 第4旅，旅长马泽
      - 第7团，团长杨熙
      - 第8团，团长卿俊

    - 第5旅，旅长陈宗进
      - 第9团，团长宋培根
      - 第10团，团长陈杰

  - 第124师，师长孙震，副师长税梯青，参谋长陈亮熙
    - 第6旅，旅长吕康
      - 第11团，团长杨伟勋
      - 第12团，团长胡子严

    - 第7旅，旅长曾苏元
      - 第13团，团长吕澄波
      - 第14团，团长王麟

    - 第8旅，旅长李炜如
      - 第15团，团长程绍颐
      - 第16团，团长蒋永臣

  - 特务团，团长余大经

1937年7月抗战爆发后，第41军留下第123师，主力隶属第22集团军出川，开赴山西娘子关前线：
- 第41军，军长孙震，副军长董宋衍，参谋长杨俊清
  - 第122师，师长王铭章，参谋长赵渭滨
    - 第364旅，旅长王志远
      - 第727团，团长张宣武
      - 第728团，团长魏书琴

    - 第366旅，旅长童澄
      - 第731团，团长王文振
      - 第732团，团长蹇国珍

  - 第123师，师长曾宪栋，参谋长吴畅
    - 第367旅，旅长马洋
      - 第733团，团长杨熙
      - 第734团，团长李易华

    - 第369旅，旅长陈宗进
      - 第737团，团长胡子严
      - 第738团，团长张宾

  - 第124师，师长孙震，副师长税梯青，参谋长邹绍孟
    - 第370旅，旅长吕康
      - 第739团，团长蔡钲
      - 第740团，团长王麟

    - 第372旅，旅长曾苏元
      - 第743团，团长刘公台
      - 第744团，团长熊顺义

  - 独立团团长  郑道东/张全中
  - 辎重团团长  任采臣
  - 工兵营营长  贾绍谊
  - 通信营营长  卢仁惠
  - 炮兵营营长  舒光任
  - 特务营营长  郎运祥/刘止戎
  - 干训斑少校  李成烈

1938年1月，第22集团军原辖的第47军留给第一战区，第22集团军率领第41军和第45军调第五战区，开赴临城、滕县一带守备。1938年2月第22集团军总司令官邓锡侯奉调回川改任川康绥靖主任，所遗职务由副总司令孙震代理。45军军长职务由125师师长陈鼎勋升任，125师师长职务由副师长王士俊升任。王铭章代理41军军长。滕县保卫战王铭章殉国后，122师师长由王志远继任，张宣武继任364旅旅长。1938年5月，孙震正式就任第22集团军总司令官，曾苏元继任124师师长。1938年冬，22集团奉到军委会的命令，要第四十一军、第四十五军各成立一个新编师（直辖三个步兵团）。四十一军即成立新编第五师，师长一职以在滕县战役中负过重伤的370旅旅长吕康升任。四十五军则成立新编第九师，师长以独立第十七旅旅长杨晒轩升任。 
1939年，123师出川，编入第41军。
41军奉命参加随枣会战。1941年夏，41军取消旅级建制，师直辖三团。
41军随即参加冬季攻势作战。此时序列如下：
- 第41军，军长孙震，副军长曾宪栋、杨俊清
  - 第122师，师长王志远
    - 第364团，团长吴宗敏
    - 第365团，团长张则荪
    - 第366团，团长陈择善

  - 第123师，师长陈宗进
    - 第367团，团长周毅强
    - 第368团，团长黄伯亮
    - 第369团，团长朱紫云

  - 第124师，师长曾苏元
    - 第370团，团长蔡钲
    - 第371团，团长严翊
    - 第372团，团长熊顺义

1940年夏，邓锡侯系统的第45军126师与新九师合编为第九十五军，以一二六师师长黄隐升任军长；四十五军由原来的一二五、一二七两个师编成，仍由陈鼎勋任军长。
1940年6月，41军参加枣宜会战。1941年5月，41军参加枣阳会战。9月，军部率124师参加第二次长沙会战策应作战。1943年4月，41军参加鄂西会战、常德会战。1945年3月，41军参加豫西鄂北会战，日军突破了襄河，一部窜入谷城，41军血战月余，屡次击退日军，收复谷城，将襄河西岸之敌驱逐。
1945年6月，123师返川接收新兵，不久裁撤，一个团并入第104师；原第47军第104师改隶41军。 
1946年4月，41军改编为整编第41师，隶属第5绥靖区，驻于河南考城，序列如下：
- 整编第41师，师长曾苏元/陈宗进，
- 第104旅，旅长杨显明，副旅长李克源
- 第122旅，旅长张宣武，参谋长谭殿毅
- 第124旅，旅长刘公台，参谋长覃毅玉

参加了围攻中原军区右路突围部队的作战。1946年11月，郑州绥靖公署主任顾祝同集结其主力，命刘汝明集团（五个旅）在东明、菏泽及其以南守备；孙震集团（五个旅）在滑县、封丘、长垣地区守备；而鄄城、郓城之敌王敬之集团，准备经濮城向大名进攻；豫北王仲廉部，以其主力第85师进至安阳，积极准备会同王敬之集团经临漳、大名直趋邢台，与第11战区孙连仲部会师后，再取邯郸，并于11月内打通平汉路中段。孙震集团的兵力部署是： 
- 124旅在浚县、滑县、白道口地区；
- 104旅在滑县以南的上官村、白马庙、留固集地区；
- 125旅在滑县东南的邵耳寨、黄庄、老岸镇地区；
- 122旅在封丘、牛市屯地区；
- 127旅在长垣、丁栾集地区。
- 在125旅东面的朱楼、小渠，还驻有相当于一个旅兵力的河北保安12纵队何冠三部。

1946年11月12日，刘邓下达滑县战役命令：“我军决抑留与阻击王敬久与刘汝明集团，而集中力量进击孙震集团，先摧毁（滑县）邵耳寨、上官村地域之旅部，吸引其旅来援，或压迫其旅逃走，以便消灭其一二个旅，然后向西或向南、东南扩大战果。”滑县战役历时四天五夜，将孙震之整编第41师第104旅和整编第47师第125旅大部及河北保安第12总队全部共约1.2万人歼灭，其中俘敌8800余人，毙伤3000余人，缴获山炮5门，战防炮4门，迫击炮30余门，轻、重机枪300余挺，步枪5000余枝，汽车5辆及其它军用品甚多。104旅旅长杨显明，副旅长李克源和总队长何冠三被俘。
1947年底驻守郑州地区。第104旅在1948年4月洛阳战役中被歼2团，重建后的第104旅，骆道源任旅长，改隶第15绥靖区,1948年7月在襄樊战役中被歼。1948年底，恢复41军番号，隶属第16兵团，序列如下：
- 第41军，军长胡临聪，副军长陈远湘、杨熙宇，参谋长刘伯余
  - 第122师，师长张宣武，副师长熊顺义，参谋长魏煜锟
    - 第364团，团长杜庸
    - 第365团，团长黄伯亮
    - 第366团，团长刘景泰

  - 第124师，师长严翊，副师长蔡钲，参谋长周竞荣
    - 第370团，团长高先哲
    - 第371团，团长王哲贤
    - 第372团，团长李卓夫

1948年10月，41军由郑州东调。11月投入淮海战场，战至月底，已伤亡过半。1948年12月，16兵团单独突围，于河南永城被歼，军长胡临聪被俘。之后又在包围圈中以16兵团残部编成新的122师，以熊顺义为师长，隶属72军，1949年1月被全歼。
1949年2月，在万县重建第41军，隶属第10编练司令部（不久改称第16兵团），初辖122、124师，军长孙元良。6月，又增辖301师。在西南战役中，41军被歼一部，余部退往川西，47军原辖之302师亦拨归41军指挥。1949年12月，被歼大部，余部逃往川西地区后，在川鄂边区绥靖公署副主任董宋珩、第16兵团副司令长官曾苏元的率领下，于四川什邡县通电起义，接受人民解放军第九兵团改编。序列如下：
- 第41军，军长张宣武，参谋长王大中
  - 第122师，师长熊顺义，副师长黄伯亮，参谋长罗杰
  - 第124师，师长蔡钲，副师长李卓夫，参谋长李良策
  - 第301师，师长张则荪，副师长何海峰，参谋长沈人宁，该师系1949年2月在宜昌新建部队
  - 第302师，师长张子完，副师长何少桓，该师系1949年2月在宜昌新建部队。